# Tejberizs

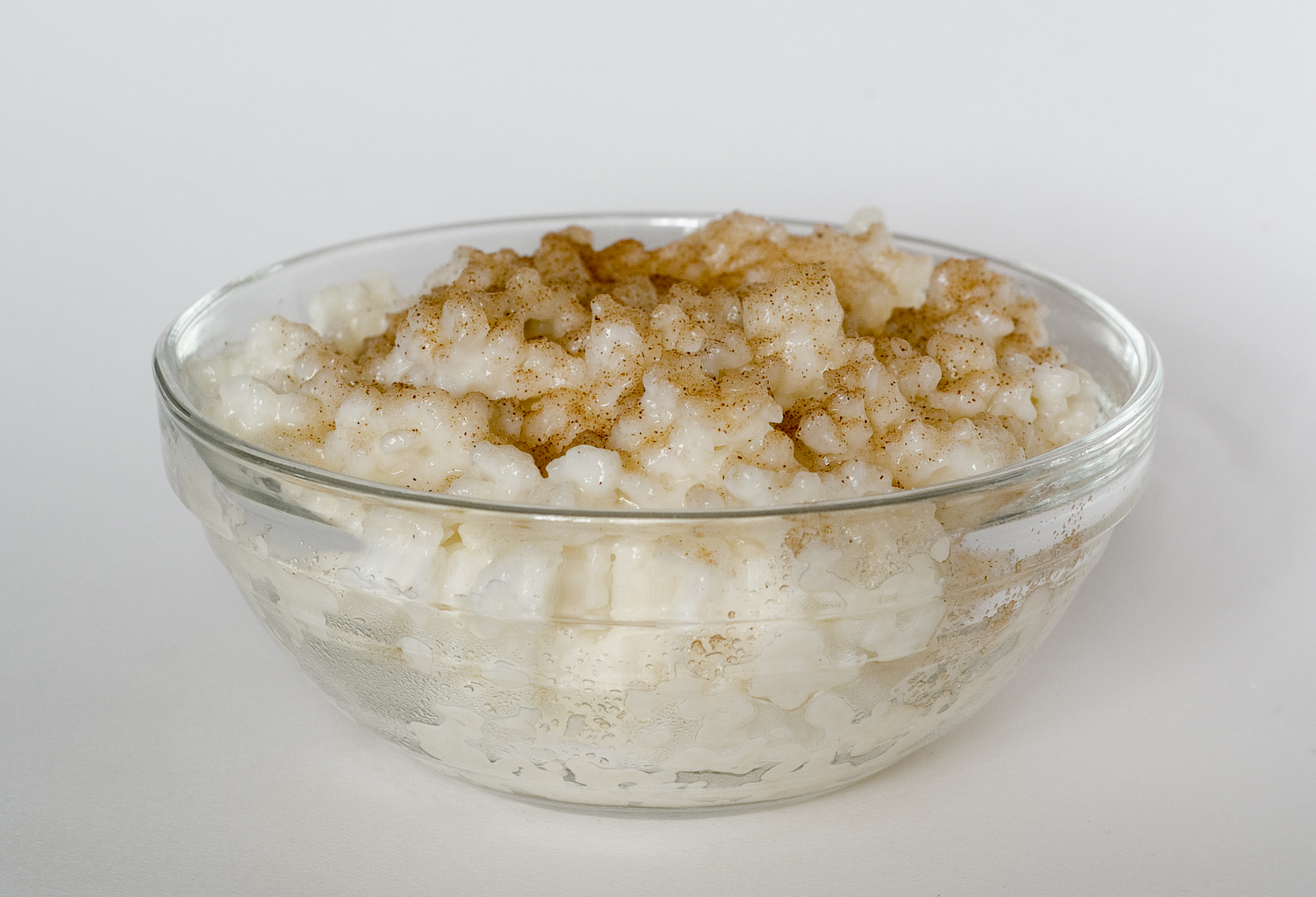
Tejberizs fahéjjal

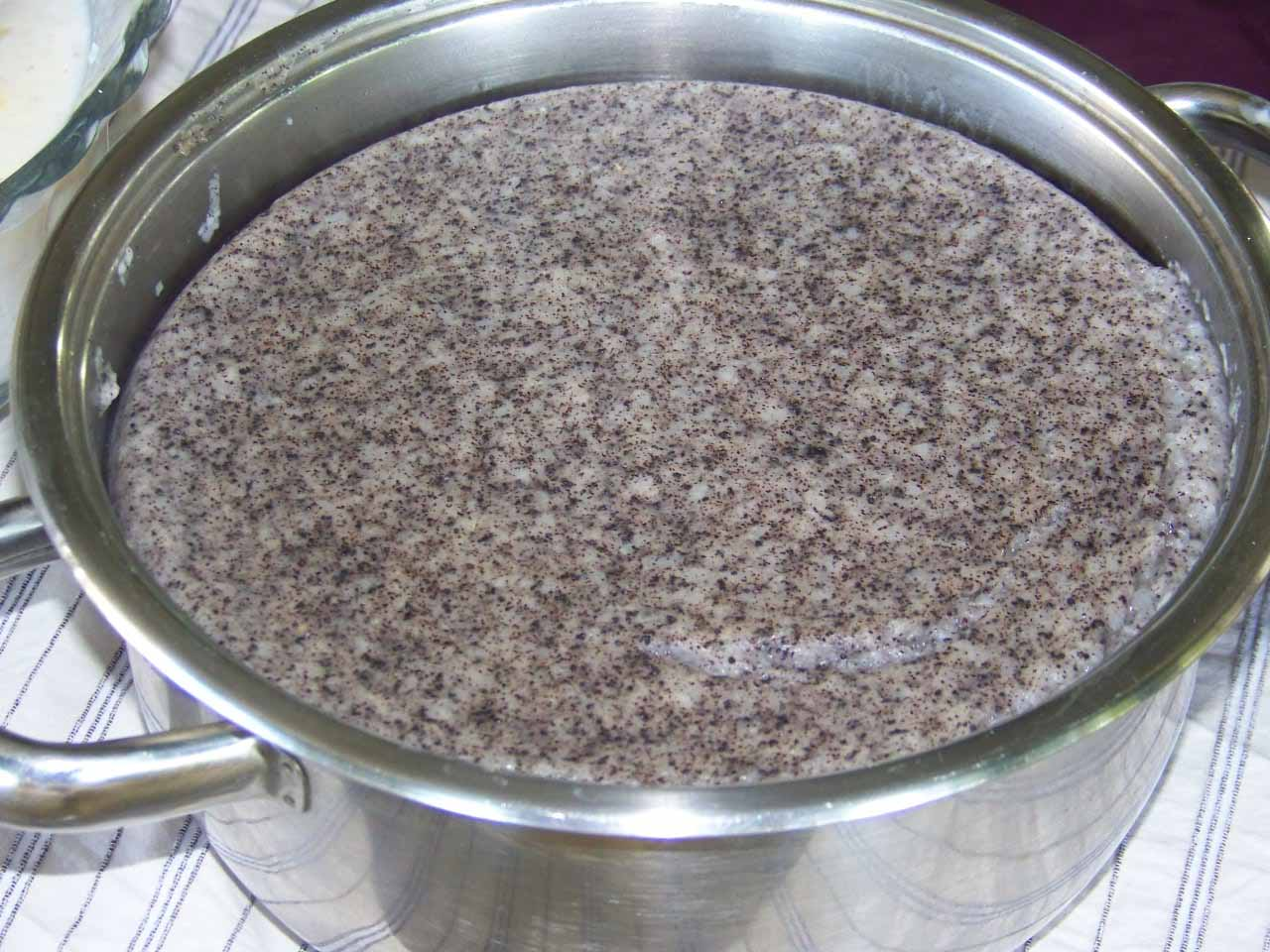
Tejberizs mákkal

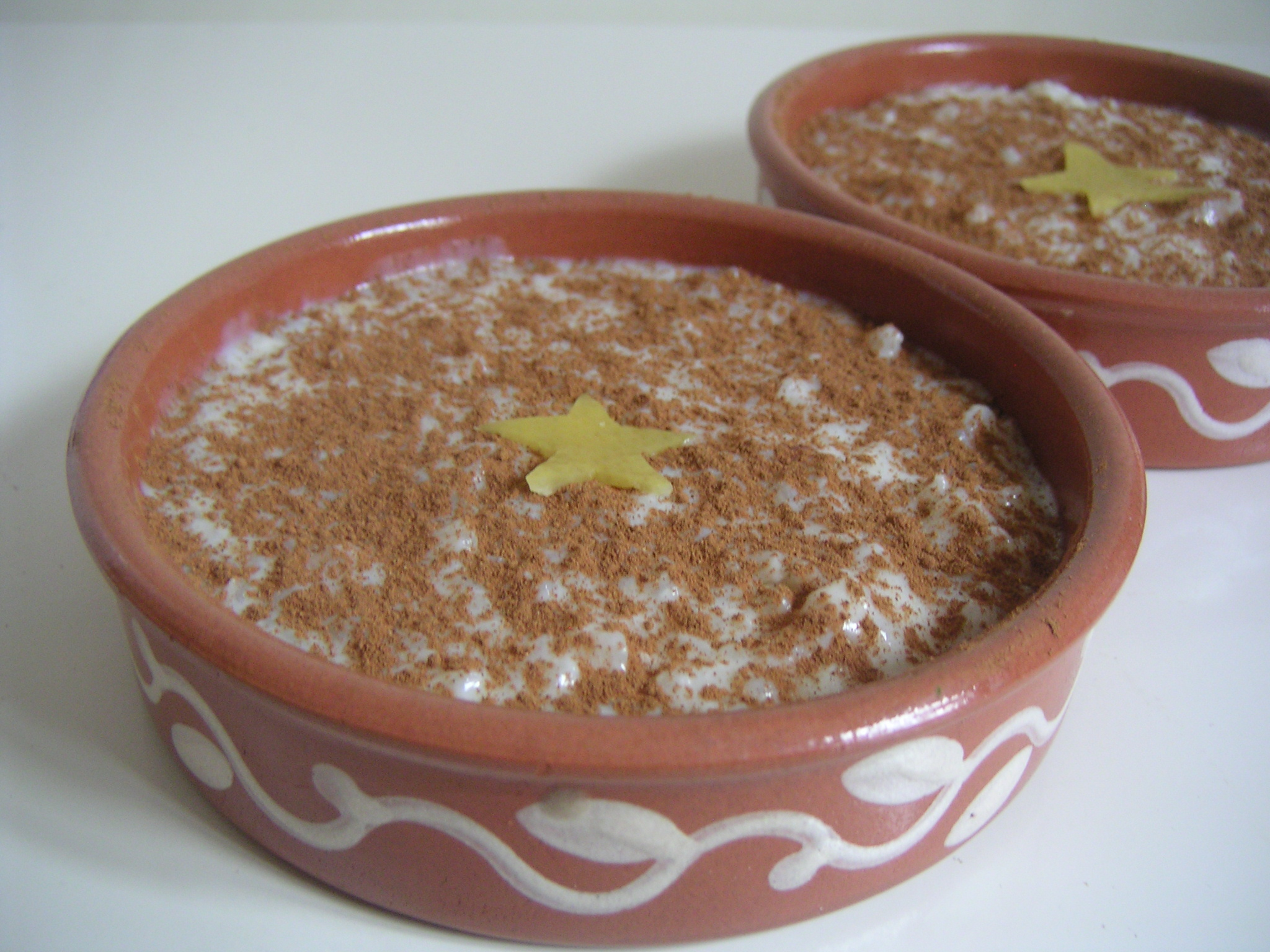
Arroz con leche (Spanyol tejberizs)

A tejberizs tejből és rizsből készült kása. Mivel kinézete hasonlít a pudingéra, gyakran rizspudingnak is nevezik.

## Elkészítése
Gyenge tűzön főzik, elegendő időt adva a rizsnek, hogy beszívja a tejet és megpuhuljon. A hosszú főzés közben a rizsben tárolt keményítőmolekulák a tejben zselatinizálódnak, és megkeményítik a tejet. Az eredmény olyan krémszerű massza, amelyben továbbra is láthatók a rizsszemcsék. A keményítő két komponense közül ezért a folyamatért a sokszor elágazó amilopektin felelős, ezért a sok amilopektint tartalmazó, rövid szemű rizsfajták alkalmasabbak a tejberizs készítésére, mint a pergősebb, hosszabb szeműek.
Tejcukorra érzékenyek és orvosi ellátást nem igénylő hasmenéses betegségben szenvedők feles tejjel is készíthetik. Cukorbetegeknek a tünetek elkerülése érdekében sokszor cukor nélkül főzik, s utólag édesítőszerrel ízesítik.

## Recept
Általában megadható főzési arányok: egy bögre megtisztított (kiválogatott), megmosott rizshez tanácsos 3 bögre tejet adni, cukrot ízlés szerint. Desszertként (másként: édességként) gyakran gyümölcsöt is adnak hozzá, akkor gyümölcsrizsnek nevezik. Melegen vagy hűtve, tejszínhabbal, befőtt gyümölccsel, és/vagy szörpökkel dúsítva, esetleg fahéjjal, vaníliával, kakaóval vagy más ízesítővel fogyasztják.

## Változatok
A koreai tejberizs - a tharakcsuk (타락죽) - őrölt rizsből készül, amit vízzel főznek fel és később keverik hozzá a tejet és főzik vele tovább.